# Станіслав Яшовський

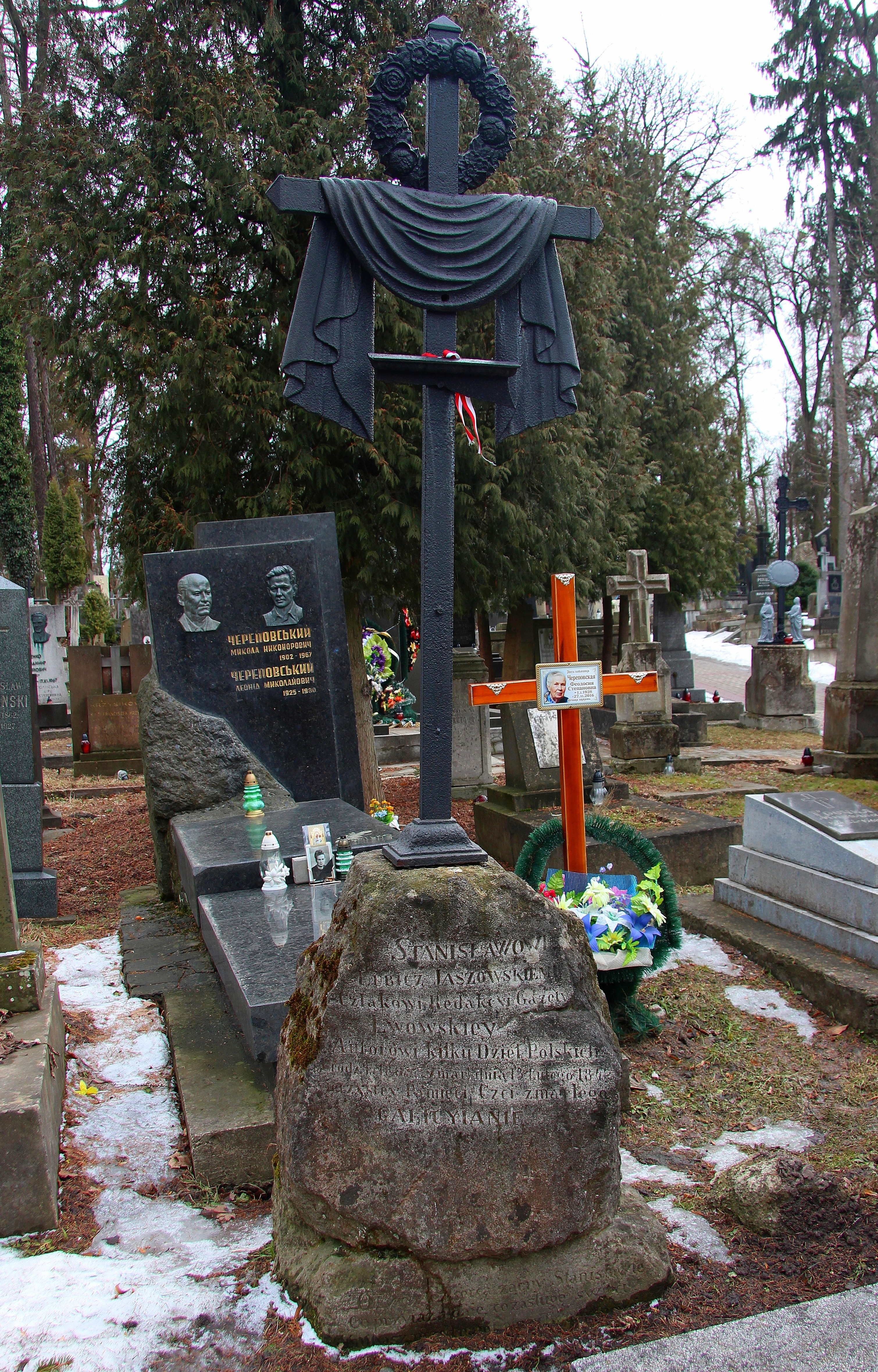

Станіслав Любич Яшовський гербу Любич (пол. Stanisław Lubicz Jaszowski; 1803, Чишки, Королівство Галичини та Володимирії, Австрійська імперія — 12 лютого 1842, Львів, Королівство Галичини та Володимирії, Австрійська імперія) — польський шляхтич, письменник, поет, критик, історик, журналіст, драматург.

## Біографія
Народився у 1803 році в селі Чишки в Галичині, у шляхетній родині. Батько його був нотаріусом у міській раді Перемишля та керував земельними справами.
Навчався на філософському факультеті Львівського університету, але навчання не закінчив. Потяг до самостійного вивчення, однак, зберіг протягом усього свого життя. Маючи неповних 18 років почав працювати у виданні «Gazeta Lwowska».
Сприяв відродженню польської національної літератури у Східній Галичині (Австрійська імперія).
Співпрацював літературними журналами «Rozmaitości» у Львові та «Pszczółką Krakowska» у Кракові. Як сучасник Олександра Пушкіна, широко висвітлював його діяльність у 1824 році в польській пресі Львова.
Перед смертю, у листах до друзів, без ілюзій оцінював свої літературні досягнення. Він знав, що переважна більшість плодів його пера, будуть відправлені назад у минуле.
Станіслав Яшовський помер у Львові 12 лютого 1842 року у віці 39-ти років та був похований на Жовківському цвинтарі (Папарівка). Після закриття цього цвинтаря у 1860 році та завдяки старанням друзів подружжя Яшовських, 22 жовтня 1868 року останки та надгробний пам'ятник Станіслава Яшовського та його дружини Вікторії з Ланґурських з Жовківського цвинтаря було перенесено на п'яте поле Личаківського цвинтаря.

## Праці
- «Римотворчі іграшки» (Zabawki rymotwórcze, 1826) — збірка комедій, драматичних оповідань тощо;
- «Повісті історичні польські» (Powieści Historyczne polskie, 1831);
- «Мулатка» (Mulatka, 1833) — роман у віршах;
- «Битва під Стубненями» (Bitwa pod Stubneni, 1831) — роман;
- «Слов'янин» (Sławianin, 1837—1839)[5];
- «Дністрянка» (Dniestrzanka, 1841) — збірка віршів та прози для розваги та навчання[6].